# Spermatorrhée
La spermatorrhée est une émission fréquente et involontaire de sperme, diurne ou nocturne, considérée comme malsaine ; sans présenter la gravité des écoulements blanchâtres de la blennorragie.
Dans le contexte puritain et médical occidental du XIXe siècle, la spermatorrhée, tout comme la masturbation, a été considérée par de nombreux médecins comme un trouble médical grave, tant pour l'intégrité de l'esprit que pour le corps.
Plusieurs parades ont été proposées depuis l'antiquité, dont la chasteté imposée et l'évitement de la masturbation. La circoncision a été l'un des moyens parfois utilisés comme traitement,,.

## En Orient
La médecine traditionnelle chinoise a longtemps considéré la production de sperme comme l'une des plus grandes contraintes sur le jing (essence de rein), affectant le qi rénal,.
Selon l'ouvrage La matière médicale chez les Chinois de Jean Léon Soubeiran, Philibert Dabry de Thiersant, Adophe Marie Gubler (1874), les médecins chinois prescrivaient alors par exemple des cristaux de quartz dans du vin ferrugineux, ou des astringents ou produits végétaux amers (galles de chêne, extrait de saule, de peuplier ou de Dichroa fébrifuga), la racine d'un polygala (Polygala tenuifolia), des graines d'ail, de pavot (opium) ou de lotus (crues, bouillies ou grillées), ou encore de la corne de cerf râpée (qui soignait aussi l'incontinence urinaire), de la rouille, une espèces de mante religieuse « tang-lang » (verte à l'abdomen très développé) ou la membrane externe du gésier de poule desséchée ou encore de l'os de dragon passé au feu, réduit en poudre et lavé.
En médecine ayurvédique, Ashwagandha et Bala sont utilisés pour traiter cette maladie vata. La bibliothèque numérique des connaissances traditionnelles indiennes (TKDL) a également une prescription médicinale utilisant l'herbe.

## En Occident
Au XVIIIe siècle et au XIXe siècle, un patient ayant des éjaculations hors des rapports conjugaux, ou émettant des quantités de sperme jugées excessives, était diagnostiqué atteint de spermatorrhée ou « faiblesse séminale ». Une variété de médicaments et d'autres traitements, y compris la prière, la circoncision, la castration ou le port d'instruments empêchant l'érection, ont été conseillés comme traitements,.